# Kraenzlinella tunguraguae
Kraenzlinella tunguraguae är en orkidéart som först beskrevs av Friedrich Carl Lehmann och Friedrich Fritz Wilhelm Ludwig Kraenzlin, och fick sitt nu gällande namn av Carl Ernst Otto Kuntze, Adolf Engler och Karl Anton Eugen Prantl. Kraenzlinella tunguraguae ingår i släktet Kraenzlinella och familjen orkidéer. Inga underarter finns listade i Catalogue of Life.